# Trò lừa bịp Carlos Bandeirense Mirandópolis

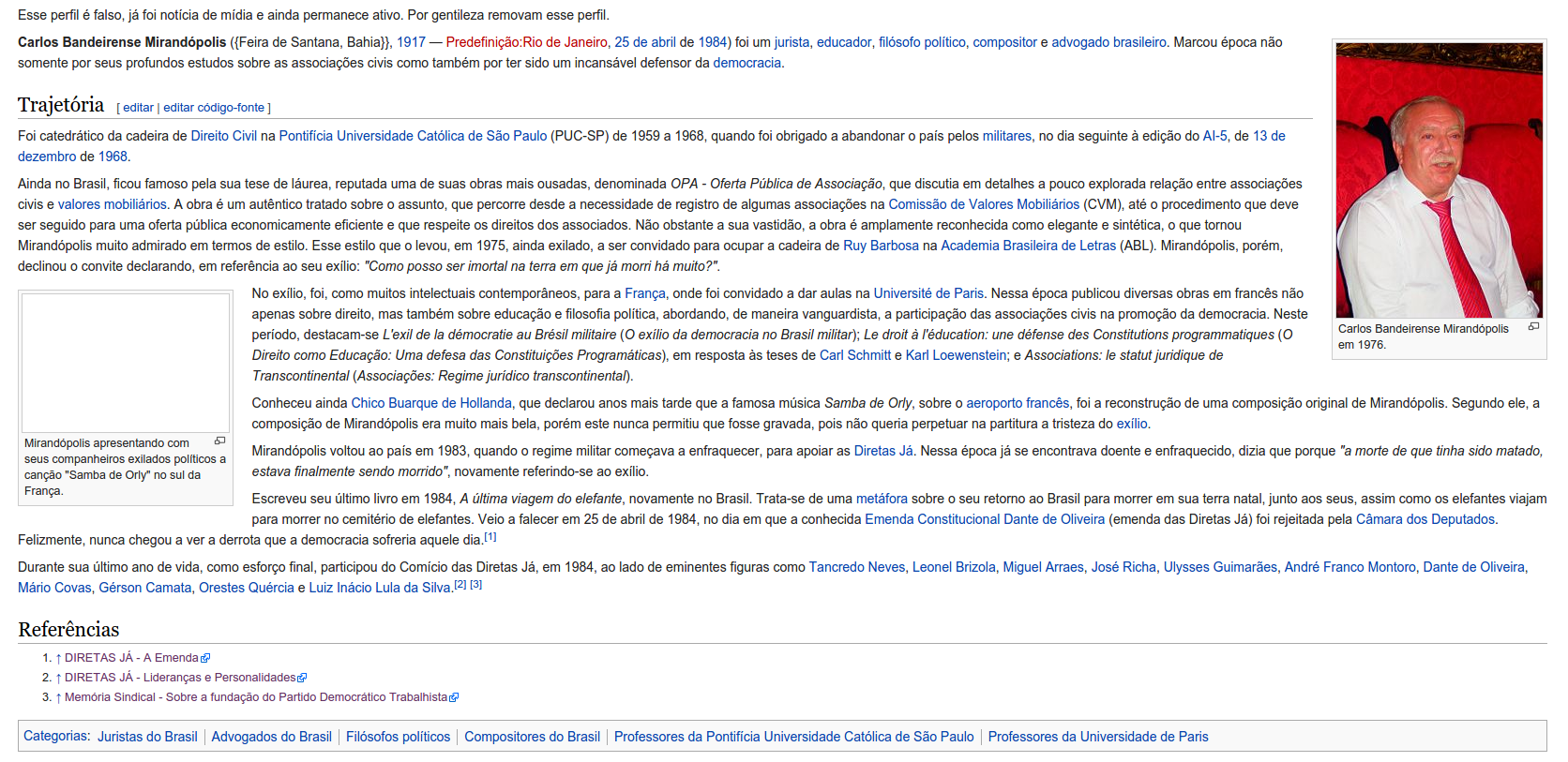
Hình ảnh bài viết

Trò lừa bịp Carlos Bandeirense Mirandópolis liên quan đến một bài viết có nội dung sai sự thật được tạo trên website Wikipedia tiếng Bồ Đào Nha. Trang "Carlos Bandeirense Mirandópolis" được tạo ra vào năm 2010 bởi hai luật sư người Brasil muốn chơi khăm một thực tập sinh. Bài viết tuyên bố rằng Mirandópolis–một cá nhân được cho là chưa từng tồn tại, là một luật gia và giáo sư người Brasil, đã gặp nhà soạn nhạc Chico Buarque và tham gia vào phong trào Diretas Já. Mirandópolis cuối cùng đã được trích dẫn trong một phán quyết của Tòa án Công lý Rio de Janeiro (Rio de Janeiro Court of Justice) (TJ-RJ), trong một bộ phim tài liệu về Diretas Já cũng như trong một luận văn tốt nghiệp đại học. Trang này đã bị xóa vào năm 2016 sau khi một báo cáo được công bố trên cổng thông tin G1 và phát sóng trên kênh truyền hình GloboNews. Nhiều học giả đã trích dẫn vụ việc này như một lý do để cẩn trọng với các thông tin tìm thấy trên Internet.

## Bài viết
Bài viết về Carlos Bandeirense Mirandópolis–một cá nhân được cho là chưa từng tồn tại–đã được khởi tạo trên Wikipedia tiếng Bồ Đào Nha vào ngày 16 tháng 8 năm 2010, bởi hai luật sư người Brasil, Victor Nóbrega Luccas và Daniel Tavela Luís. Nhận ra rằng thực tập sinh thường lấy thông tin từ Internet mà không cần xác minh, họ đã tạo ra bài viết để chơi khăm các thực tập sinh đó. Họ yêu cầu thực tập sinh nghiên cứu lý thuyết "Public Association Offer", một lý thuyết không tồn tại trên thực tế. Để tăng thêm độ tin cậy cho "lý thuyết", họ đã tạo một trang về Mirandópolis, đồng thời xác định ông là tác giả của "lý thuyết" kể trên. Theo bài viết, Mirandópolis là một luật gia và giáo sư tại Khoa Luật của Đại học Công giáo Giáo hoàng São Paulo (Pontifical Catholic University of São Paulo – PUC-SP). Theo nội dung bài, trong chế độ độc tài quân sự của Brasil, ông đã bị đối xử bất công và phải lưu vong ở Paris. Tại đây, Mirandópolis đã gặp nhà soạn nhạc Chico Buarque và truyền cảm hứng cho tác phẩm Samba de Orly của người này. Bài viết cũng nói rằng Mirandópolis sau đó đã trở về Brasil và tích cực tham gia vào phong trào Diretas Já. Bài viết có đính kèm một bức ảnh của thị trưởng Viên, Michael Häupl, và có chú giải rằng đó là ảnh của Mirandópolis.
Trong khoảng thời gian bài viết tồn tại, Mirandópolis đã được đề cập tại một phán quyết của Tòa án Công lý Rio de Janeiro (Rio de Janeiro Court of Justice (TJ-RJ)), trong phim tài liệu Diretas Já cũng như ở một luận văn tốt nghiệp đại học.

## Sáng tỏ trò lừa bịp
Trò lừa bịp được phanh phui vào ngày 23 tháng 2 năm 2016, thông qua một báo cáo được công bố trên G1 và phát sóng trên kênh truyền hình GloboNews. Những cộng sự sản xuất đã liên hệ với PUC-SP, trường này cho biết chưa bao giờ có một giáo sư nào có tên như thế; cũng như nhóm của Chico Buarque, họ cho biết Buarque không hề biết Mirandópolis là ai. Ngoài ra, báo cáo cho biết, khi liên hệ với TJ-RJ, đơn vị này cho biết rằng thông tin mà thẩm phán đưa ra có sử dụng từ nguồn từ trang dữ liệu trung tâm của PUC Rio de Janeiro (PUC-RJ) và bộ phim Diretas Já. Tuy nhiên, PUC-RJ cho biết thông tin không có trên trang web của họ. Báo cáo của G1 cũng được đăng tải trên tờ Migalhas. Victor Nóbrega cho biết ông rất ngạc nhiên trước những đề cập khác về Mirandópolis: "Sự việc đã diễn ra với quy mô mà chúng tôi chưa bao giờ hình dung được. Tôi mong chờ nó sẽ xuất hiện trên một số blog, nhưng không phải ở một nguồn đáng tin cậy hơn. Tôi đã cười lớn. Mặc dù vậy, câu chuyện này một mặt gây cười, mặt khác lại đưa đến cảm giác buồn vì mọi người không sử dụng Internet đúng cách."
Trong bài viết gốc, G1 đã phỏng vấn các giáo sư nhằm bình luận về vụ việc, những người này nói chung đều cho rằng cần phải thận trọng với các thông tin tìm thấy trên Internet. Bài viết đã bị quản trị viên Leon Saudanha xóa ngay trong ngày mà báo cáo được công bố. Vào ngày 24 tháng 2, G1 đã công bố các bình luận từ Saudanha và Wikimedia Foundation, đơn vị quản lý Wikipedia, về vụ việc. Năm 2017, vụ việc đã được đề cập trong một luận án tiến sĩ như một dẫn chứng về tin giả về pháp luật (legal fake news) và được các giáo sư từ Đại học Mackenzie Presbyterian, trên trang web của họ, kêu gọi "cần cẩn trọng với các nguồn nghiên cứu". Luật sư João Taborda da Gama, khi viết bài cho Diário de Notícias về chủ đề "Một thẩm phán có thể trích dẫn Wikipedia không?", đã đề cập Mirandópolis làm ví dụ để ủng hộ quan điểm của mình rằng "điều này phụ thuộc rất nhiều vào mục đích trích dẫn, không thể là nguồn duy nhất để đưa ra kết luận do sự biến động và độ tin cậy của Wikipedia không phải là tuyệt đối". Năm 2023, cái tên "Carlos Bandeirense Mirandópolis" đã được sử dụng như bên khiếu nại trong một cuộc điều tra của Văn phòng Công tố viên (MP). Khi bị thẩm vấn, họ cho rằng "danh tính của nhân vật đại diện không liên quan vì MP là bên trực tiếp điều tra sự việc và thậm chí có thể hành động theo sáng kiến của riêng mình".